# Waimate District

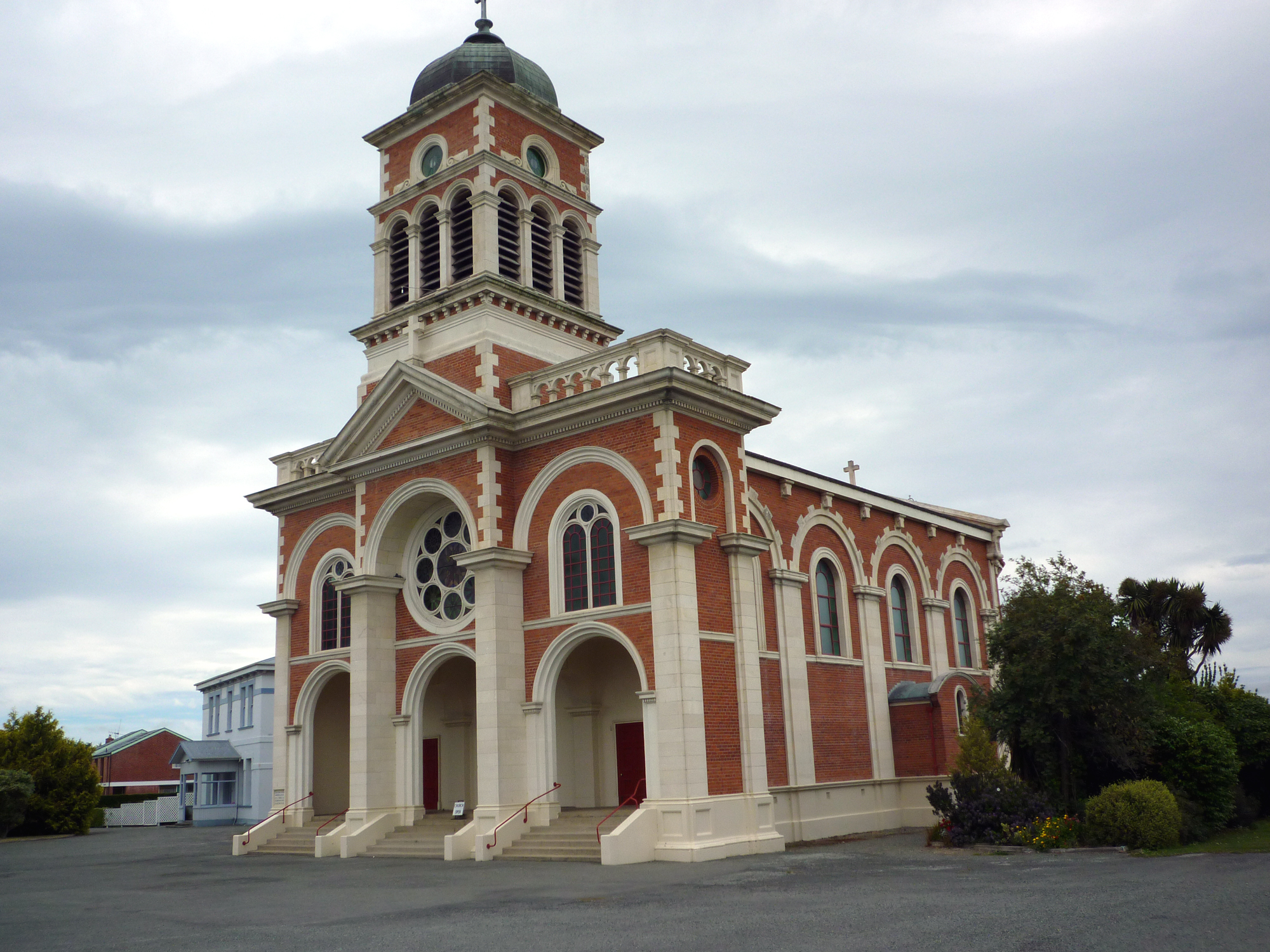
Basilika St. Patrick's in Waimate

Der Waimate District ist eine zur Region Canterbury gehörende Verwaltungseinheit in Neuseeland. Der Rat des Distrikts, Waimate District Council (Distriktrat) genannt, hat seinen Sitz in der Stadt Waimate, ebenso wie die Verwaltung des Distrikts.

## Geographie

### Geographische Lage
Der Waimate District verfügt über eine reine Landfläche von 3554 km² und ist damit der viertkleinste Distrikt der Region Canterbury. Zum Census im Jahr 2013 zählte der Distrikt 7536 Einwohner und brachte es damit auf eine Bevölkerungsdichte von 2,1 Einwohner pro km².
Im Süden und Südwesten grenzt der Distrikt an den Waitaki District an, im Norden und Westen an den Mackenzie District und im Nordosten an den Timaru District. Die östliche Grenze wird von der Küstenlinie zum Pazifischen Ozean gebildet.
Landschaftlich wird der Distrikt durch eine Berg- und Hügellandschaft bestimmt, in der The Hunters Hill, die Dalgety Range, die Grampian Mountains und die Kirkliston Range die höchsten Berge des Distrikts hervorbringen. Die höchste Erhebung stellt mit 1916 m der Mount Sutton in den Kirkliston Range dar. Die Küstenregion des Distriktes verläuft dagegen eben. Größter Fluss des Distriktes ist der Waitaki River, der auch die natürlich Grenze zum südlich angrenzenden Waitaki District darstellt.
Der größte Ort des Distrikts ist mit Abstand Waimate mit 2775 Einwohnern. Alle anderen Orte liegen unterhalb von 1000 Einwohnern.

### Klima
Der Waimate District liegt komplett im Windschatten der westlich liegenden Neuseeländischen Alpen. Mit 700 bis 900 mm Niederschlag pro Jahr ist der Distrikt vergleichsweise trocken. Die durchschnittlichen Tagestemperaturen im Sommer liegen zwischen 17 °C und 22 °C je nach Höhenlage. Mit Ausnahme der Küstenregion liegen die durchschnittlichen Tagestemperaturen im Hinterland im Winter im einstelligen Minusbereich, an der Küste dagegen zwischen 1 °C und 3 °C. Die jährliche Sonnenscheindauer beträgt zwischen 1800 und 1950 Stunden je nach Lage.

## Bevölkerung

### Bevölkerungsentwicklung
Von den 7536 Einwohnern des Distrikts waren 2013 447 Einwohner Māori-stämmig (5,9 %). Damit lebten 0,07 % der Māori-Bevölkerung des Landes im Waimate District. Das durchschnittliche Einkommen in der Bevölkerung lag 2013 bei 24.800 NZ$ gegenüber 28.500 NZ$ im Landesdurchschnitt.

### Herkunft und Sprachen
Die Frage nach der Zugehörigkeit einer ethnischen Gruppe beantworteten in der Volkszählung 2013 92,5 % mit Europäer zu sein, 6,3 % gaben an, Māori-Wurzeln zu haben, 0,6 % kamen von den Inseln des pazifischen Raums und 2,8 % stammten aus Asien (Mehrfachnennungen waren möglich). 12,5 % der Bevölkerung gab an in Übersee geboren zu sein. 1,7 % der Bevölkerung sprachen Māori als zweithäufigste Sprache nach Englisch, unter den Māori 12,9 %.

## Politik

### Verwaltung
Der Waimate District ist noch einmal in vier Wards unterteilt, dem Waimate Ward mit vier Councillors (Ratsmitglieder), dem Pareora-Otaio-Makikihi Ward mit zwei und dem Waihao Ward und Hakataramea/Waihaorunga Ward mit je einem Councillor. Die acht Councillors bilden zusammen mit dem Mayor (Bürgermeister) den Distrikt Council (Distriktrat) und werden alle drei Jahre neu gewählt.

## Infrastruktur

### Straßenverkehr
Verkehrstechnisch angeschlossen ist der Distrikt durch den New Zealand State Highway 1, der von Dunedin kommend den Distrikt an der Küste entlang nach Norden durchquert. Der State Highway 82 zweigt vom State Highway 1 ab, bindet die Kleinstadt Waimate an und stellt nach Westen eine Verbindung zum State Highway 83 her.

### Schienenverkehr
Ebenfalls an der Küste entlang verläuft die Eisenbahnlinie des South Island Main Trunk Railway, der den Distrikt mit Invergarcill im Süden und Christchurch im Norden sowie weiteren nördlichen Landesteilen der Südinsel verbindet. Auf dieser Eisenbahnstrecke werden aber lediglich Güter transportiert.